# Хоккет, Чарльз
Чарльз Френсис Хо́ккет (англ. Charles Francis Hockett; 17 января 1916, Колумбус, Огайо — 3 ноября 2000, Итака, Нью-Йорк) — американский лингвист и антрополог, профессор, один из наиболее известных представителей второго поколения американских структуралистов. Труды по общей фонологии и морфологии, методике лингвистического описания, языкам североамериканских индейцев, австронезийским языкам, китайскому языку, а также по антропологии и этнологии.

## Биография
Сын университетского преподавателя истории; изучал древнюю историю в университете штата Огайо (1932—1936) и лингвистику в Йельском университете у Эдварда Сепира, где в 1939 году получил докторскую степень. Во время войны служил в армии, занимаясь проблемами обучения военнослужащих иностранным языкам (как он вспоминал позднее, «в 1944 году я мог спросить Где здесь туалет? на 28 языках»). С 1946 года — в Корнеллском университете, где преподавал антропологию и лингвистику до своей отставки в 1982 году. 
Член Американской академии искусств и наук (1972) и Национальной академии наук США (1974); был также президентом Американского лингвистического общества.

## Вклад в науку
Последователь Сепира и Блумфилда, Хоккет является одним из наиболее известных представителей младшего поколения американских дескриптивистов, считавших основной задачей лингвистики выработку «точных» и «объективных» методов описания языков мира. Хоккет неизменно отстаивал единство лингвистики и антропологии, утверждая, что «лингвистика без антропологии бесплодна, а антропология без лингвистики слепа». Он также известен как один из наиболее едких и бескомпромиссных критиков генеративной парадигмы в лингвистике (a theory spawned by a generation of vipers, по его словам), не принявший подход Хомского и посвятивший критике его трансформационной теории целую книгу «The state of the art» (1968). Позднее, в интервью 1971 года он даже утверждал, что идеи генеративистов «по ценности сродни гороскопам», поскольку сторонники этой школы «отвергли научный подход к сознанию и поведению человека и впали в мистицизм».
В 1940—1950 годах Хоккет активно разрабатывал основы фонологической и особенно морфологической теории. Он считается одним из основателей современной морфологии, которая использует многие предложения Хоккета, касающиеся определения единиц морфологического уровня (в том числе противопоставление «морфов» и «морфем»), методов их анализа и классификации морфологических моделей. Известен терминологический неологизм Хоккета «портманто-морф», введённый им для описания кумулятивных единиц. Классические работы Хоккета по морфологии собраны в хрестоматии «Readings in Linguistics» под ред. М. Джооса (1 изд. 1966).

## Основные работы
- Problems of morphemic analysis // Language, 1947, vol. 24, 414-41.
- Biophysics, linguistics, and the unity of science // American Scientist, 1948, vol. 36, 558—572.
- Peiping morphophonemics // Language, 1950, vol. 26, 63-85.
- Two models of grammatical description // Word, 1954, vol. 10, 210—234.
- A manual of phonology. Bloomington, 1955 (Indiana University Publications in Anthropology and Linguistics, 11).
- A course in modern linguistics. N.Y.: Macmillan, 1958.
- The origin of speech // Scientific American, 1960, vol. 203, 89-97.